# Prix Goncourt/Dichtung

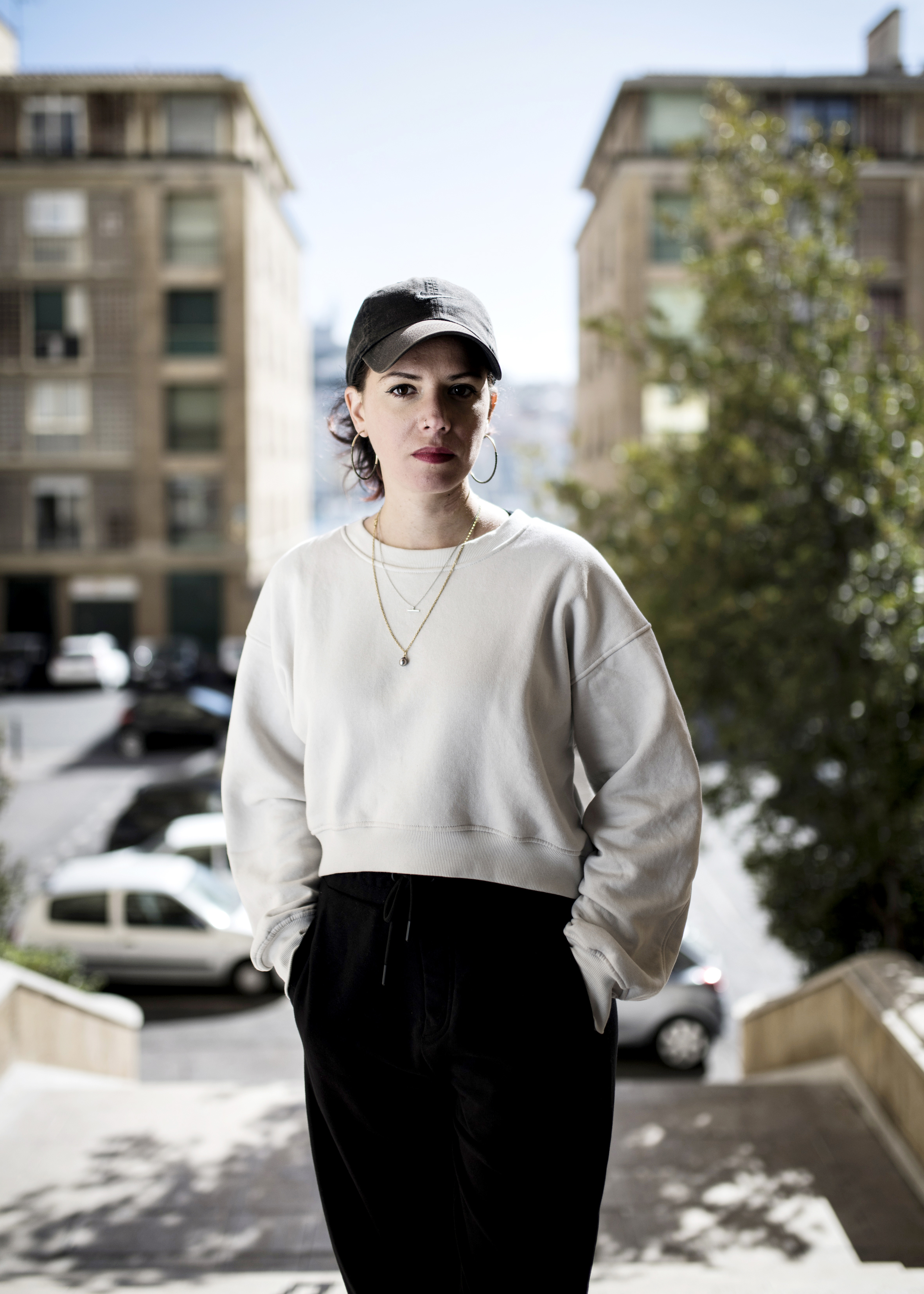
Preisträgerin 2023: Laura Vazquez

Der Prix Goncourt für Dichtung (französisch Prix Goncourt de la Poésie Robert Sabatier) wird seit 1985 verliehen. Im Gegensatz zu den anderen von der Académie Goncourt vergebenen Preisen ehrt die Auszeichnung ein Gesamtwerk. Der Preis wurde in der Zwischenzeit zu Ehren des französischen Schriftstellers und Kritikers Robert Sabatier (1923–2012) umbenannt. Er wird alljährlich Anfang Mai vergeben.

## Preisträger
| Jahr       | Preisträger/-in                   | Land                              |
| ---------- | --------------------------------- | --------------------------------- |
| 1985       | Claude Roy                        | Frankreich                        |
| 1986       | Preis in das Folgejahr verschoben | Preis in das Folgejahr verschoben |
| 1987       | Yves Bonnefoy                     | Frankreich                        |
| 1988       | Guillevic                         | Frankreich                        |
| 1989       | Alain Bosquet                     | Frankreich                        |
| 1990       | Charles Le Quintrec               | Frankreich                        |
| 1991       | Jean-Claude Renard                | Frankreich                        |
| 1992       | Georges-Emmanuel Clancier         | Frankreich                        |
| 1993– 1994 | Preis nicht vergeben              | Preis nicht vergeben              |
| 1995       | Lionel Ray                        | Frankreich                        |
| 1996       | André Velter                      | Frankreich                        |
| 1997       | Maurice Chappaz                   | Schweiz                           |
| 1998       | Lorand Gaspar                     | Frankreich/Ungarn                 |
| 1999       | Jacques Réda                      | Frankreich                        |
| 2000       | Liliane Wouters                   | Belgien                           |
| 2001       | Claude Esteban                    | Frankreich                        |
| 2002       | Andrée Chedid                     | Frankreich/Libanon                |
| 2003       | Philippe Jacottet                 | Schweiz                           |
| 2004       | Jacques Chessex                   | Schweiz                           |
| 2005       | Charles Dobzynski                 | Frankreich                        |
| 2006       | Alain Jouffroy                    | Frankreich                        |
| 2007       | Marc Alyn                         | Frankreich                        |
| 2008       | Claude Vigée                      | Frankreich                        |
| 2009       | Abdellatif Laâbi                  | Marokko                           |
| 2010       | Guy Goffette                      | Belgien                           |
| 2011       | Vénus Khoury-Ghata                | Frankreich/Libanon                |
| 2012       | Jean-Claude Pirotte               | Belgien                           |
| 2013       | Charles Juliet                    | Frankreich                        |
| 2014       | Preis nicht vergeben              | Preis nicht vergeben              |
| 2015       | William Cliff                     | Belgien                           |
| 2016       | Jean-Pierre Siméon                | Frankreich                        |
| 2016       | Le Printemps des poètes           | Frankreich                        |
| 2017       | Franck Venaille                   | Frankreich                        |
| 2018       | Anise Koltz                       | Luxemburg                         |
| 2019       | Yvon Le Men                       | Frankreich                        |
| 2020       | Michel Deguy                      | Frankreich                        |
| 2021       | Jacques Roubaud                   | Frankreich                        |
| 2022       | Jean-Michel Maulpoix              | Frankreich                        |
| 2023       | Laura Vazquez                     | Frankreich                        |